# Krista Allen
Krista J. Allen, född 5 april 1971 i Ventura i Kalifornien, är en amerikansk skådespelare. Hon är bland annat känd från TV-serien Våra bästa år, där hon spelar rollen Billie Reed, och Baywatch Hawaii. Hon slog dock igenom 1994 då hon spelade huvudrollen i den erotiska serien Emmanuelle in Space.

## Karriär
Allens första stora roll kom 1994 då hon spelade huvudrollen i den erotiska serien Emmanuelle in Space. Därefter medverkade hon i TV-serierna Våra bästa år (1996–2000), Våra värsta år "Calendar Girl" (1996) och Baywatch Hawaii (som Jenna Avid, 2000–2001).
2002 medverkade hon i ett avsnitt av Friends, The One Where Joey Dates Rachel, då hon spelade Joes flickvän Mable.

## Filmografi
- Rolling Thunder (1996)
- The Haunted Sea (1997)
- Liar Liar (1997)
- Sunset Strip (2000)
- Face Value (2001)
- Totally Blonde (2001)
- Confessions of a Dangerous Mind (2002)
- Paycheck (2003)
- Anger Management (2003)
- Shut Up and Kiss Me (2004)
- Feast (2005)
- All Along (2007)
- Meet Market (2007)
- Tony 'n' Tina's Wedding (2007)
- Strange Wilderness (2008)
- The Third Nail (2008)
- The Final Destination (2009)

### Television
- Emmanuelle: First Contact (1994)
- Emmanuelle: A World of Desire (1994)
- Emmanuelle 3: A Lesson in Love (1994)
- Emmanuelle 4: Concealed Fantasy (1994)
- Emmanuelle 5: A Time to Dream (1994)
- Emmanuelle 6: One Final Fling (1994)
- Emmanuelle 7: The Meaning of Love (1994)
- Emmanuelle, Queen of the Galaxy (1994)
- Deadly Games (1 avsnitt, 1995)
- Silk Stalkings (1 avsnitt, 1995)
- Diagnosis: Murder (1 avsnitt, 1996)
- Married with Children (1 avsnitt, 1996)
- High Tide (3 avsnitt, 1995-1996)
- Weird Science (1 avsnitt, 1996)
- Raven (1997)
- Våra bästa år (41 avsnitt, 1996-1999)
- Pacific Blue (2 avsnitt, 1996-1999)
- Avalon: Beyond the Abyss (1999)
- The X-Files (1 avsnitt, 2000)
- 18 Wheels of Justice (1 avsnitt, 2000)
- CSI: Crime Scene Investigation (3 avsnitt, 2000-2001)
- Baywatch (27 avsnitt, 2000-2001)
- Arli$$ (1 avsnitt, 2001)
- Spin City (1 avsnitt, 2001)
- Förhäxad (3 avsnitt, 2001)
- Inside Schwartz (1 avsnitt, 2001)
- Zero Effect (2002)
- Vänner (1 avsnitt, 2002)
- Glory Days (1 avsnitt, 2002)
- Mutant X (1 avsnitt, 2002)
- Smallville (1 avsnitt, 2002)
- Fastlane (2 avsnitt, 2003)
- Andromeda (1 avsnitt, 2003)
- Just Shoot Me! (1 avsnitt, 2003)
- The Lyon's Den (2 avsnitt, 2003)
- Frasier (1 avsnitt, 2003)
- 2 1/2 män (1 avsnitt, 2003)
- I'm with Her (1 avsnitt, 2004)
- The Screaming Cocktail Hour (2004)
- Monk (1 avsnitt, 2005)
- Jake in Progress (1 avsnitt, 2005)
- Head Cases (2 avsnitt, 2005)
- Out of Practice (1 avsnitt, 2006)
- Freddie (1 avsnitt, 2006)
- What About Brian (11 avsnitt, 2006-2007)
- Fast Cars and Superstars: The Gillette Young Guns Celebrity Race (2007)
- Business Class (2007)
- Cashmere Mafia (1 avsnitt, 2008) som "Victoria"
- Held Up (2008)
- Dirty Sexy Money (2 avsnitt, 2009)
- Life Unexpected (1 avsnitt, 2010)